# Gap osmotico fecale
Il gap osmotico fecale è la misura indiretta delle osmoli di sostanze fecali non misurabili e risulta utile nella diagnosi differenziale tra diverse cause di diarrea, in particolare tra la diarrea osmotica e quella secretoria.

## Clinica
Il gap osmotico è calcolato con l'equazione: 290 − 2 × (Na+fecale + K+fecale).
L'osmolalità fecale in genere non è misurata direttamente, e spesso si assume una costante tra 290 e 300. I valori di normalità del gap osmotico sono tra i 50 e i 100 mosm/kg.
Un gap osmotico basso indica una diarrea secretoria, mentre un gap alto indica una diarrea osmotica. La ragione è che la secrezione di ioni sodio e potassio sono le maggiori componenti dell'osmolalità fecale nella diarrea secretoria, mentre nella diarrea osmotica l'osmolalità fecale è dovuta prevalentemente a molecole misurate dal gap osmotico, come i carboidrati non assorbiti.
Tra le cause delle diarree osmotiche (ad alto gap osmotico, >100 mosm/kg) troviamo il malassorbimento di carboidrati, il deficit di lattasi, l'uso di lassativi o di antiacidi contenenti magnesio.
Tra le cause delle diarree secretorie (a basso gap osmotico, <50 mosm/kg) abbiamo invece le enterotossine batteriche (Vibrio cholerae, ceppi enterotossici dell'Escherichia coli), l'abuso di lassativi stimolanti, e tumori ormono-secernenti (carcinoidi, VIPomi, gastrinomi, carcinomi midollari della tiroide, adenomi villosi colorettali).